# Jack Keil Wolf
Jack Keil Wolf (* 14. März 1935 in Newark, New Jersey; † 12. Mai 2011 in La Jolla, Kalifornien) war ein US-amerikanischer Informatiker, bekannt für Beiträge zur Kodierungstheorie und Informationstheorie.
Wolf studierte an der University of Pennsylvania mit dem Bachelor-Abschluss 1956 und wurde 1960 an der Princeton University bei John Bowman Thomas in Elektrotechnik promoviert (On the detection and estimation problem for multiple nonstationary random processes). Von 1960 bis 1962 war er Instructor an der Syracuse University, von 1963 bis 1965 Associate Professor für Elektrotechnik an der New York University und danach Associate Professor sowie später Professor am Polytechnic Institute of Brooklyn. 1971/72 war er Gastprofessor an der University of Hawaiʻi. 1973 wurde er Professor an der University of Massachusetts in Amherst (und arbeitete an den RCA Laboratories und den Bell Laboratories) und 1985 Professor an der University of California, San Diego, als Stephen O. Rice Professor of Electrical and Computer Engineering. Gleichzeitig war er bei der Firma Qualcomm, wo er Vice President Technology war.
Mit David Slepian erzielte er fundamentale Resultate in der Kodierung mehrfacher Quellen (Slepian Wolf Coding, 1973). Später befasste er sich mit Anwendung der Informationstheorie auf Datenspeicherung.
1974 war er Präsident der IEEE Information Theory Society. Er war Fellow des IEEE, der American Association for the Advancement of Science, der National Academy of Sciences (2010), der American Academy of Arts and Sciences (2005) und der National Academy of Engineering (1993). 2011 erhielt er den Marconi-Preis 2004 die IEEE Richard-W.-Hamming-Medaille, 1998 den IEEE Kobayashi Computers and Communications Award und 2001 den Claude E. Shannon Award. 1979 war er Guggenheim Fellow.